# Elżbieta Bośniaczka
Elżbieta Bośniaczka (ur. ok. 1340, zm. przed 16 stycznia 1387 w Novigradzie) – księżniczka bośniacka, królowa węgierska w latach 1353-1382 r. i niekoronowana królowa polska w latach 1370-1382 r. jako druga żona Ludwika Wielkiego, regentka Królestwa Węgier.

## Życiorys

### Pochodzenie
Elżbieta była córką Stefana II Kotromanicia, bana Bośni i Elżbiety kujawskiej, córki Kazimierza III, księcia gniewkowskiego. Inicjatorami tego małżeństwa byli król Polski Kazimierz Wielki i jego siostra królowa Elżbieta Łokietkówna. Decyzję o ślubie bana Bośni i księżniczki kujawskiej podjęto podczas zjazdu w Wyszehradzie. 

### Dzieciństwo
Bardzo wcześnie została sprowadzona na dwór swojej potężnej krewnej, Elżbiety Łokietkówny, węgierskiej królowej-matki. Data przyjazdu nie jest znana, wiadomo jedynie, że jeszcze w 1350 roku była w Bośni. Wkrótce jednak znalazła się na jednym z najświetniejszych europejskich dworów, jakim był ówczesny dwór węgierski. 

### Małżeństwo z Ludwikiem
Elżbieta Bośniaczka słynęła z wyjątkowej urody i zwróciła uwagę swojego kuzyna, Ludwika, króla Węgier, który wówczas był wdowcem. Ten postanowił poślubić kuzynkę i wystąpił o dyspensę do Innocentego VI (między narzeczonymi istniało pokrewieństwo czwartego stopnia). 20 czerwca 1353 roku Ludwik ożenił się z Elżbietą, a dopiero 31 sierpnia tego roku papież wydał zgodę na ten związek.

### Życie na królewskim dworze
Elżbieta była niezwykle piękna, powszechnie podziwiano jej nieprzeciętną urodę. Była bardzo ambitna i żądna władzy, jednak przez długie lata nie umiała sobie wyrobić poważniejszej pozycji na dworze, na którym nadal główną rolę grała jej teściowa, Elżbieta Łokietkówna. Jej mąż również był człowiekiem wielkiego formatu, wprawdzie kochał swą żonę, ale w sprawach politycznych nie liczył się poważniej z jej zdaniem. Ludwik, podobnie jak i jego matka, zawsze dbali, aby zewnętrzne formy szacunku wobec Elżbiety nie różniły się niczym od tych okazywanych starej królowej. Mimo zewnętrznej harmonii, wydaje się, że młoda królowa swej drugorzędnej roli nie akceptowała. Elżbieta została królową Węgier w wieku 13 lat – nie miała wielkiego rozeznania politycznego i żywiła gorącą niechęć do wszystkiego co niemieckie. Była dość lekkomyślna. Już jako dojrzała kobieta, zwiedzając kościół w Zadarze, ukradła relikwię – palec Świętego Szymona. Wkrótce dostała silnych mdłości, co uznała za karę za swój czyn. Zwróciła relikwię, ofiarowując kościołowi w ramach pokuty srebrną trumnę, przeznaczoną na szczątki świętego.

### Potomstwo
Istnieje hipoteza jakoby pospieszny ślub w 1353 r. spowodowany był ciążą Elżbiety. Wskazywać na to może treść papieskiej dyspensy, która zawierała określenie gravia scandala. Elżbieta najprawdopodobniej poroniła.  Dopiero po 17 latach od ślubu zaszła w ciążę. W 1370 roku Elżbieta urodziła następczynię tronu, Katarzynę, a potem jeszcze dwie córki – Marię i Jadwigę. Ludwik włożył wiele starań  w zapewnienie im koron polskiej i węgierskiej po swej śmierci. W wyborze mężów dla nich nie liczył się ze zdaniem żony.

### Królowa Polski
W 1370 roku Ludwik, zgodnie z wcześniejszymi ustaleniami objął władzę w Polsce. Po koronacji szybko powrócił na Węgry, pozostawiając regencję matce. Elżbieta nigdy w Polsce nie była. Nie została koronowana na królową, używała jednak, podobnie jak teściowa tytułu „Regina Poloniae”. Na dworze Bośniaczki przebywały przysłane z Krakowa przez Elżbietę Łokietkównę, córki Kazimierza Wielkiego. 

## Regentka
Zgon męża w 1382 roku uczynił 42-letnią Elżbietę Bośniaczkę czołową postacią sceny politycznej Węgier (teściowa już wtedy nie żyła). Córki były nieletnie, matka więc sprawowała regencję i podejmowała za nie decyzje. Ujawniła się wtedy u Elżbiety długo ukrywana chęć władzy, bezwzględność i zuchwałość, ale także brak doświadczenia politycznego. Jej pierwszą decyzją była zmiana losu córek. Odwrotnie niż zarządził Ludwik, Maria została koronowana na królową węgierską, na tronie polskim zaś zasiadła Jadwiga. Elżbieta próbowała całkowicie zerwać zaręczyny córek i znaleźć dla nich innych kandydatów na mężów. Stąd zgoda na poślubienie przez Jadwigę Jagiełły. Elżbieta, przy pomocy palatyna Miklósa Garaia, objęła na Węgrzech władzę regencyjną w imieniu starszej córki. Panowie małopolscy nie zgodzili się na to, by regentem Królestwa Polskiego został Zygmunt Luksemburski, przyszły mąż Marii. Spowodowało to formalne zerwanie unii personalnej z Węgrami. Elżbieta Bośniaczka chciała unieważnić zaręczyny starszej córki z Zygmuntem i doprowadzić do jej małżeństwa z królewiczem francuskim Ludwikiem Orleańskim. Wiosną 1385 roku zmusiła Zygmunta do powrotu do jego dziedzicznej Brandenburgii.
W owym czasie na Węgrzech istniało kilka stronnictw niechętnych regentce. Magnaci z południowych Węgier chcieli, by następnym władcą węgierskim został Andegaweńczyk, Karol III z Durazzo król Neapolu. Na ich czele stał nienawidzący Elżbiety János Horvát. Druga opozycyjna wobec niej grupa była szczególnie wpływowa na północnym Zachodzie. Oni z kolei chcieli osadzić na tronie Zygmunta Luksemburskiego jako współwładcę u boku Marii. Innymi wrogami Elżbiety była rodzina Lackfich w Siedmiogrodzie. Wszystkie te grupy były coraz bardziej aktywne i doprowadziły do anarchii w kraju. Królowa-regentka nie umiała poradzić sobie z nimi i poprosiła o pomoc Karola III z Durazzo. Ten został wezwany także przez członków opozycji z południowych Węgier i we wrześniu 1385 roku przeprawił się do Dalmacji przyjąwszy tytuł zarządcy tego królestwa.
O swoje prawa postanowił walczyć również Zygmunt Luksemburski. Uzyskał poparcie swego przyrodniego brata Wacława, króla Czech, zastawił część dziedzicznej Marchii Brandenburskiej, wynajął 10 000 wojska i w końcu sierpnia 1385 roku ruszył na Węgry. We wrześniu 1385 roku obległ obie monarchinie w Bratysławie. Bośniaczka, mimo początkowych oporów, musiała ustąpić i 15 września 1385 roku królowa Maria poślubiła Zygmunta. Jego pozycja była jednak słaba. Armia Zygmunta rozeszła się po kraju. Na wieść o tym, że wkrótce przybędzie wezwany przez Bośniaczkę na pomoc Karol III z Durazzo, Zygmunt uciekł opuszczony przez zwolenników.
Władca Neapolu przybył na Węgry jesienią 1385 roku. Ogłosił, że tylko on – jedyny Andegawen – jest prawowitym królem Węgier. Wspierany przez grupę magnatów południowowęgierskich, zmusił Marię i jej matkę, by przyznały mu tytuł regenta. 31 grudnia 1385 roku został ukoronowany na króla Węgier jako Karol II. Obie monarchinie były przy tym obecne. 24 lutego 1386 roku nowego monarchę zamordowano z rozkazu Elżbiety Bośniaczki. Na tronie Węgier zasiadła ponownie Maria. Jej matka jeszcze raz objęła w jej imieniu rządy regencyjne. Ich pozycja była jednak słaba. Zwolennicy zamordowanego króla wzniecili bunt w różnych rejonach kraju. Trzeba było szybko szukać sojuszników. 12 maja 1386 roku Maria i Elżbieta spotkały się w Győr z Zygmuntem i Wacławem czeskim. W zamian za pomoc Elżbieta Bośniaczka przepisała zięciowi liczne dobra. Węgry miały spłacić pożyczkę, jaką Luksemburczyk zaciągnął na sfinansowanie poprzedniej wyprawy. Zygmunt wyjechał jednak wkrótce z niezbyt jasnych powodów. Maria nie darzyła go sympatią. Elżbieta tymczasem szukała sojuszu z Polską. 9 czerwca 1386 roku Elżbieta i Maria zawarły pakt węgiersko-polski z Jadwigą i Władysławem Jagiełłą skierowany przeciwko wszystkim wrogom obu królowych, także Luksemburgom. Później wdowa po Ludwiku planowała uciec z córką do Polski. Tymczasem musiały schronić się w posiadłości Garaia w Garze w południowych Węgrzech (obecnie Gorjani w Chorwacji). 25 lipca 1386 roku, w pobliżu miasteczka Diakonova, zostały schwytane przez stronników Durazzów. Palatyn Miklós Garai został zamordowany. Elżbieta przyznała Jánosowi Horvátowi, że to ona i zamordowany palatyn zorganizowali zamach na życie Karola. Błagała o darowanie życia niewinnej Marii.
Horvát postanowił odesłać je do Neapolu, aby tam Małgorzata Andegaweńska, wdowa po Karolu III z Durazzo, mogła dokonać na nich zemsty. Osadzono je na zamku Novigrad nad Morzem Adriatyckim. Spodziewano się, że nowym królem Węgier zostanie okrzyknięty małoletni Władysław z Durazzo, syn Małgorzaty i Karola III. Jednak królowa Neapolu sama z trudem broniła tronu syna przed wrogo nastawionym papieżem i zbuntowanymi feudałami.
Ostatnią nadzieją na odzyskanie wolności stał się nielubiany zięć i mąż, Zygmunt Luksemburski. Wkroczył on ponownie do Węgier i przybrał tytuł tutor et capitaneus (opiekuna i starosty) królestwa. Na początku 1387 roku wyprawił się w celu uwolnienia żony i teściowej. Na pomoc przybyła mu Wenecja, niechętna unii Neapolu z Węgrami. Nowy Grod został otoczony od strony lądu i morza. 
W styczniu 1387 r. zamordowano Elżbietę na oczach córki. 16 stycznia 1387 r. wieść o tym dobiegła do Zadaru. To właśnie 16 stycznia 1387 roku wywiesili jej zwłoki na wieży grożąc, że to samo stanie się z Marią. Córkę udało się ostatecznie uratować. Początkowo Elżbieta została pochowana 9 lutego 1387 roku w kościele świętego Chryzogona w Zadarze, potem zwłoki królowej przeniesiono do grobu Ludwika I Wielkiego w Székesfehérvárze (Białogrodzie Królewskim).

## W kulturze popularnej
- Elżbieta Bośniaczka jest jedną z bohaterek trzeciego sezonu serialu Korona królów. W rolę królowej wcieliła się Małgorzata Buczkowska[9].

## Genealogia
| 4. Stefan I Kotromanić |  |                         |  |  |                        |
|                        |  | 2. Stefan II Kotromanić |  |  |                        |
| 5. Elżbieta            |  |                         |  |  |                        |
|                        |  |                         |  |  | 1. Elżbieta Bośniaczka |
| 6. Kazimierz III       |  |                         |  |  |                        |
|                        |  | 3. Elżbieta kujawska    |  |  |                        |
| 7. NN                  |  |                         |  |  |                        |
|                        |  |                         |  |  |                        |